# مارك باير (صحفي)
مارك باير (بالإنجليزية: Mark Beyer)‏ هو صحفي أمريكي، ولد في 8 سبتمبر 1963.